# Speak to Me (Pink Floyd)
Speak to Me è un brano musicale del gruppo musicale britannico Pink Floyd, traccia d'apertura dell'ottavo album in studio The Dark Side of the Moon, pubblicato nel 1973.

## Composizione
Il brano non presenta una vera e propria struttura musicale, in quanto non è altro che un collage di suoni e di voci. Costituisce bensì un'overture dell'album The Dark Side of the Moon.
Si apre lentamente con il suono di un battito cardiaco che si ripete in loop (che funge anche da chiusura dell'album), a cui uno dopo l'altro si aggiungono: un ticchettio di un orologio, dei registratori di cassa che si aprono e si chiudono e la voce di un roadie della band, Chris Adamson, che dice «I've been mad for fucking years, absolutely years. I've been over the edge for yonks. Been working with bands so long, I think. Crikey...» («Sono stato matto per fottuti anni, veramente per anni. Sono stato oltre il limite per un sacco di tempo, ho lavorato a lungo per le band...»).
Subito dopo altri due elementi sonori si sovrappongono a questi ultimi: il frastuono di un elicottero e le parole di un secondo aiutante dei Pink Floyd, Jerry Driscoll, che afferma che «I've always been mad. I know I've been mad, like the most of us are. Very hard to explain why you're mad, even if you're not mad» («Sono sempre stato matto. Io so di essere stato matto, come lo è la maggior parte di noi. È veramente difficile spiegare perché sei matto, anche se non lo sei.»). A questo punto l'insieme di rumori cresce repentinamente di tono e spinto dagli urli di Clare Torry e dalla risata di Peter 'Puddy' Watts raggiunge il suo massimo apice di distorsione, creando un climax spiccatamente psichedelico, per poi bloccarsi all'improvviso, lasciando spazio alla canzone successiva, Breathe.

## Storia
Nick Mason scrisse interamente da solo il pezzo. Questa fu una cosa rara in quanto i principali compositori del gruppo erano Richard Wright, David Gilmour e Roger Waters, che però decisero in questa occasione, come poi in seguito confermò lo stesso Waters, di "fare un regalo" al loro amico batterista, dandogli la più totale libertà compositiva.
Il metodo di stesura della composizione fu alquanto bizzarro: Nick infatti la costruì basandosi esclusivamente su delle interviste fatte ad alcune persone presenti ad Abbey Road che dovevano rispondere ad alcune domande concepite da Waters, quali ad esempio: "Hai paura della morte?" oppure "Sei pazzo?". Le risposte furono poi utilizzate anche per The Great Gig in the Sky. Nella realizzazione di queste interviste parteciparono anche Paul McCartney e sua moglie Linda, ma le loro voci non figurano sull'album. Infatti secondo Waters loro: 
(Roger Waters)

## Effetti sonori
Nella canzone sono presenti diversi effetti sonori, ognuno indicante una precisa canzone dell'album. Essi sono i seguenti:
- Battito cardiaco: Eclipse;[1]
- Ticchettio di un orologio: Time;
- Risata: Brain Damage;[1]
- Registratore di cassa: Money;
- Rumore di un elicottero: On the Run;
- Urlo/Lamento: The Great Gig in the Sky;[1]
- Riff di un sintetizzatore: Breathe, a cui funge anche da introduzione.

## Altre versioni
Nell'album dal vivo Pulse il brano dura circa il doppio che sull'album (2 minuti), invece nel film omonimo è presente nella versione originale.

## Esecutori
- Richard Wright - piano elettrico
- Nick Mason - percussioni